# Cœurs noirs
Pour l’article ayant un titre homophone, voir Cœur noir.
Cœurs noirs est une série française, créée par Duong Dang-Thai et Corinne Garfin, réalisée par Ziad Doueiri et mise en ligne le 3 février 2023 sur Prime Video. La série a été acquise par la BBC et diffusée à partir du 21 octobre 2023 sur BBC iPlayer et BBC Four au Royaume-Uni sous le titre anglophone Dark Hearts.
Elle a pour sujet un commando des forces spéciales françaises qui doit faire face à Daech et à l'un de ses sous-groupes qui se surnomme les « Cœurs noirs ». Ce dernier est composé essentiellement de Français et mène des opérations de contre-terrorisme en Irak et sur le sol français.
Le 21 janvier 2024, Nicolas Duvauchelle annonce que le tournage de la deuxième saison débutera en avril 2024. Elle est accessible en ligne depuis le 9 mai 2025 sur le site Internet

## Synopsis
La série raconte l'histoire d'un commando des forces spéciales françaises en Irak (alors que la France participe par ailleurs depuis septembre 2014 à la coalition internationale en Irak et en Syrie via l'opération Chammal), à la veille de la bataille de Mossoul en octobre 2016. Il doit exfiltrer la fille et le petit-fils d'un responsable local de Daech et récupérer les djihadistes français sur place, dans la foulée des attentats du 13 novembre 2015 en France.

## Distribution

### Rôles principaux
- Nicolas Duvauchelle : Lieutenant Martin Manzard (chef du groupe 45)
- Marie Dompnier : Adèle Brockner (officier de renseignement - J2)
- Nina Meurisse : Caporal Sabrina Sab Besson (TELD - tireur d'élite à longue distance)
- Jérémy Nadeau : Paco (spécialiste radio et drone)
- Quentin Faure : Adjudant Olivier Revel (adjoint du chef de groupe)
- Tewfik Jallab : Rimbaud (auxiliaire sanitaire)
- Thierry Godard : Lieutenant-colonel Philippe Roques (commandant de la force d'intervention)
- Victor Pontecorvo : Spit (dépiégeur)
- Moussa Maaskri : Zaïd Osman (officier de renseignement de Daech)
- Patrick Mille : Pierre (agent de la DGSE)
- Louis Séguier : Kevlar (opérateur cynotechnique)
- Hugo Palomba : Bijou (TELD - tireur d'élite à longue distance)

### Rôles secondaires
- Nisrin Erradi : Salwa (fille de Zaïd)
- Youssef Mzzi : Farès (beau-fils de Zaïd)
- Mouad Morjany : Yanis (petit-fils de Zaïd)
- Nelson Delapalme : Hilaire (adjoint communications de la force d'intervention)
- Sherwan Haji : Salar (membre des Forces spéciales irakiennes)
- Louise Orry-Diquéro : Mélissa (adjoint J2)
- Soraya Garlenq : Nesrine (renseignement kurde)
- Grégory Gaule : Opérateur 11 (contact radio de la base)
- Guillaume Carrier : Sergent-chef Meadows (US Delta Force)
- Xavier Robic : Paul-Henry Danois

## Production

### Conseil technique et réalisme
Cette série n'est pas une commande publi-rédactionnelle de l'Armée française, mais l'équipe de la série s'est documentée et formée auprès du 3e escadron du 13e RDP lors de tout le processus de création,.
Le vétéran des Forces Spéciales françaises récemment retraité Rédouane Louaazizi a été engagé comme conseiller technique lors de l'écriture et du tournage,.
Le réalisateur franco-libanais de la série, Ziad Doueiri, a mis à profit sa grande connaissance des sons des frappes militaires tels qu'ils sont perçus par les populations au sol. Il y a mis une attention toute particulière en post-production. Il s'est aussi rendu au salon SOFIN (Special Operations Forces Innovation Network Seminar) pour voir de près les derniers outils technologiques utilisés par les forces spéciales et les reproduire au plus proche à l'écran. Il confirme aussi la véracité de la présence des personnels militaires féminins en mission, notamment dans le rôle de TELD aux côtés des Forces Spéciales.
Avec son style volontairement nerveux, haletant et immersif, Ziad Doueiri assume une approche quasi-journalistique de « voleur de plans ». Il se réfère en particulier au documentaire Mossoul (Prix Bayeux 2017) de l'ancien militaire français des forces spéciales Olivier Sarbil, devenu journaliste-documentaliste de guerre. Il explique ainsi le choix de ne jamais filmer le contre-champs et de toujours rester sur le point de vue des soldats. Il donne même à ses équipes le mot d'ordre de « journalisme virtuel » pour composer l'image. Le réalisateur cite également comme sources d'inspiration des films de fiction comme Du sang et des larmes (2013), Le Royaume (2007) de Peter Berg, Mossoul (2019, un film américain en langue arabe de Matthew Michael Carnahan), Patton (1970, avec Francis Ford Coppola au scénario et Franklin Schaffner à la réalisation), La Chute du Faucon Noir (2001) de Ridley Scott, Démineurs (2009) et Zero Dark Thirty (2012) de Kathryn Bigelow,,.
Les coproducteurs de la série France Télévision ont demandé l'avis d'un ancien militaire des forces spéciales, Alexandre Alex, plus connu en ligne sous le pseudonyme d'alex_french_sas et régulièrement amené à décrypter des jeux vidéo et des films de guerre, sur cette nouvelle série française. Il a été globalement impressionné par le réalisme de la série et lui a attribué une note de 15/20.
Pour la deuxième saison, l'équipe de tournage et les acteurs se sont rendus sur la base des fusiliers marins et commandos de Lorient afin de s'entraîner et se familiariser aux techniques et aux gestes des commandos marine.

### Lieux de tournage
La série a été tournée dans des quartiers de Casablanca et autour de Marrakech.

## Épisodes
Les épisodes, sans titres, sont numérotés de un à six.
Dans la version anglaise, les épisodes sont nommés : Mosul, Hisba, Piege, Tarek, High Value Target et Rescue.

## Audience

### Lancement sur plateforme en ligne en 2023
À son lancement en France, la série dont les six épisodes ont été mis en ligne tous ensemble s'est placée en tête des programmes les plus regardés sur Prime Video, détrônant The Last of Us. Elle a ensuite tenu la deuxième position du classement d'audience des séries de la plate-forme pendant plus d'un mois.

### Diffusion télévisuelle en France en 2024
En France, la série est diffusée les lundis à 21 h 10 sur France 2 par salves de deux épisodes du 22 janvier au 5 février 2024.
| Épisode              | Diffusion             | Diffusion            | Audience moyenne          | Audience moyenne                       | Audience moyenne         | Audience moyenne | Réf.   |
| Épisode              | Jour                  | Horaire              | Nombre de téléspectateurs | Part de marché (sur les 4 ans et plus) | Part de marché (FRDA-50) | Classement       | Réf.   |
| -------------------- | --------------------- | -------------------- | ------------------------- | -------------------------------------- | ------------------------ | ---------------- | ------ |
| 1                    | Lundi 22 janvier 2024 | 21:10 - 22:15        | 2 550 000                 | 12,2 %                                 | 7,3 %                    | 3e               | [ 18 ] |
| 2                    | Lundi 22 janvier 2024 | 22:15 - 23:05        | 2 180 000                 | 12,8 %                                 | 7,3 %                    | 4e               | [ 18 ] |
| 3                    | Lundi 29 janvier 2024 | 21:10 - 22:15        | 2 150 000                 | 10,6 %                                 | 4,6 %                    | 3e               | [ 19 ] |
| 4                    | Lundi 29 janvier 2024 | 22:15 - 23:05        | 1 950 000                 | 11,9 %                                 | 4,6 %                    | 2e               | [ 19 ] |
| 5                    | Lundi 5 février 2024  | 21:10 - 22:15        | 2 020 000                 | 10,2 %                                 | 5,6 %                    | 3e               | [ 20 ] |
| 6                    | Lundi 5 février 2024  | 22:15 - 23:05        | 1 990 000                 | 11,6 %                                 | 5,6 %                    | 3e               | [ 20 ] |
|                      |                       |                      |                           |                                        |                          |                  |        |
| Moyenne de la saison | Moyenne de la saison  | Moyenne de la saison | 2 140 000                 | 11,6 %                                 | 5,8 %                    |                  | [ 21 ] |

- Les plus hauts chiffres d'audience
- Les plus bas chiffres d'audience

## Accueil critique
Avec une note agrégée de 4/5 pour les rédacteurs, la première saison de la série Cœurs noirs est classée comme la quatrième meilleure série de 2023 par la rédaction d'Allociné en décembre 2023. Elle se place juste derrière Sambre, Jury Duty, D'argent et de sang et Vortex, ces deux dernières étant ex æquo.